# Kei Nakano
Kei Nakano (japanisch 中野 圭 Nakano Kei; * 21. Januar 1988 in Matsuyama) ist ein ehemaliger japanischer Fußballspieler.

## Karriere
Nakano erlernte das Fußballspielen in der Schulmannschaft der Matsuyama Technical High School und der Universitätsmannschaft der Kochi-Universität. Seinen ersten Vertrag unterschrieb er 2010 bei Montedio Yamagata. Der Verein spielte in der ersten japanischen Liga, der J1 League. Am Ende der Saison 2011 stieg der Verein in die zweite Liga ab. 2013 wechselte er zum Drittligisten Sagawa Printing Kyoto. 2015 wechselte er nach Imabari zum FC Imabari. Am Ende der Saison 2016 stieg der Verein in die Japan Football League, 2019 stieg man in die dritte Liga auf.
Am 1. Februar 2021 beendete Kei Nakano seine Karriere als Fußballspieler.